# Aeroportul Vicecomodoro Ángel de la Paz Aragonés
Aeroportul Vicecomodoro Ángel de la Paz Aragonés (IATA: SDE, ICAO: SANE) este un aeroport din Provincia Santiago del Estero, Argentina ce deservește zona Ciudad de Santiago del Estero. Aeroportul a fost tranzitat în decembrie 2022 de 18.477 de pasageri.
Situat la o altitudine de 199 m, aeroportul dispune de o singură pistă. Este operat de Aeropuertos Argentina⁠(d).